# Yang Xinhai
Yang Xinhai (chino simplificado: 杨新海, pinyin: yángxīnhǎi) (17 de julio de 1968 – 14 de febrero de 2004), también conocido como Wang Ganggang, Yang Zhiya, y Yang Liu, fue un asesino en serie chino que confesó que había cometido 65 asesinatos entre 1999 y 2003 y fue sentenciado a muerte y ejecutado por 67. En los medios de comunicación, se le solía conocer como "Monstruo asesino".

## Infancia y juventud
Yang nació en 1968 en Zhumadian, Henan, China. Su familia era una de las más pobres del pueblo. Yang era el pequeño de cuatro hermanos, y era listo pero introvertido. Dejó la escuela en 1985, con 17 años, y se negó a volver a casa, dedicándose a viajar por China y trabajar de obrero, siendo despedido de todos sus trabajos por su holgazanería y por robar incluso a sus compañeros y jefes.

## Crímenes
En 1988 y 1991, Yang fue sentenciado a trabajos para la comunidad por el delito de robo en Xi'an, Shaanxi y Shijiazhuang, Hebei.
Encerrado en los calabozos chinos, Yang sentía que la sociedad lo odiaba y que era injusta con los hombres. En prisión tenía que levantarse temprano, acto que no le gustaba y además la comida era pésima. El trabajo forzado debía ser hasta que anocheciera. Todo esto sucedió desde 1988 hasta su salida de prisión en 1991. En 1996, fue sentenciado a cinco años de prisión por intento de violación en Zhumadian y Henan.
Al salir de prisión se había hecho honestamente con una bicicleta, ella era toda su fortuna y no tenía que tomar transporte público. Una vez liberado del suplicio empezó a pensar en una vida corriente, con hijos, esposa y un trabajo honesto dentro de su país. Al inicio lo logró. Tenía una nueva novia y consiguió un trabajo más o menos estable, pero la novia vio un periódico de años anteriores y se dio cuenta de que el presunto violador era su novio, por lo que lo dejó.
En su dolor no pudo soportar las contrariedades de la vida, su jefe lo humillaba y el decidió irse de su trabajo pero esta vez sin robar nada, como hizo en su adolescencia, Ahí empezaría la masiva racha de asesinatos. 
Aquí comenzó una racha de más de 67 muertes conocidas y muchas otras de las que no se conoce nada. En la noche de viaje en viaje mataba, violaba y robaba sin parar, era cuidadoso a la hora de no utilizar las mismas armas, aunque siempre mataba con un martillo, pero no el mismo, lo cambiaba porque creía que lo iban a descubrir si usaba solo uno.
Los asesinatos de Yang tuvieron lugar entre 1999 y 2003 en las provincias de Anhui, Hebei, Henan y Shandong. Cuando llegaba la noche entraba a la casa de su víctima, y mataba a todos los que la ocupaban -principalmente granjeros- con hachas, martillos y palas, a veces mató a familias enteras. Su arma favorita era el martillo.
Según la policía de Xiping, el 22 de octubre de 2002, poco después de que ocurriera el caso en la aldea de Zhaihu, municipio de Songji, condado de Xiping, alguien de la policía de Luohe llegó a Xiping y habló sobre el caso. Todos sintieron que había ocurrido el caso del “8 · 15”. en Linying, Luohe es algo similar al caso Xiping. La Brigada de Policía Criminal de Xiping luego envió a alguien a Linying para verificarlo. El 8 de enero, ocurrió un incidente en la aldea de Gaoli, municipio de Shangcai Shaodian, ciudad de Zhumadian. Cuatro personas murieron, dos fueron violadas y una resultó gravemente herida. La Brigada de Policía Criminal de Xiping también envió gente al lugar y encontró que "el modus operandi es casi una copia".
El más horrendo de sus crímenes ocurrió el 6 de diciembre de 2002 en Liuzhuang. En una sola noche, el monstruo asesino mató a cuatro personas de una misma familia. Las víctimas fueron el granjero Liu Zhangwei de 30 años, su madre, esposa e hija. El único sobreviviente del hogar fue el padre de Zhangwei, quien se salvó porque había dormido en otra casa.
El anciano encontró a su nieta muerta, con un hoyo en la cabeza y el rostro lleno de sangre. Los demás cuerpos también tenían las caras ensangrentadas, pero su esposa, una de las víctimas, agonizaba y murió diez días después en el hospital.
“Habíamos planeado movernos a la nueva casa el 9 de diciembre. ¿Quién iba a imaginar que ellos sufrirían aquella tragedia apenas tres días antes?”, mencionó el anciano después de la captura del monstruo asesino .
Otro de los asaltos que se conocieron fueron cuando el asesino con un martillo mató al esposo y a la niña. La esposa la dejó para el final, la violó y pensó que la había matado (la cual testificaría en su contra).

## Arresto, juicio y ejecución
Yang fue detenido el 3 de noviembre de 2003. Poco después de ser arrestado, mediante interrogatorio confesó el asesinato de 65 personas, 23 violaciones y cinco ataques causando serias lesiones. Realizó cuarenta y nueve asesinatos, diecisiete violaciones y cinco ataques en Henan; ocho asesinatos y tres violaciones en Hebei; seis asesinatos y dos violaciones en Anhui, y dos asesinatos y una violación en Shandong. La policía también encontró su ADN en varias escenas del crimen.
Según algunos informes de los medios de comunicación en el momento de su arresto, el motivo de los asesinatos de Yang fue la venganza contra la sociedad como resultado de una ruptura. Al parecer, su novia lo había abandonado debido a sus sentencias anteriores por robo y violación. Los informes posteriores de los medios afirmaron que el motivo era su disfrute del robo, la violación y el asesinato. 
Si bien Yang nunca proporcionó formalmente un motivo, se le citó diciendo:

"Cuando maté a la gente tenía un deseo. Esto me inspiró a matar más. No me importa si merecen vivir o no. No es de mi incumbencia ... No tengo ningún deseo de ser parte de la sociedad. Sociedad no es de mi incumbencia."

Pasaron unos meses hasta que el 1 de febrero de 2004, Yang fue declarado culpable de 67 asesinatos y 23 violaciones y consecuentemente sentenciado a la Pena de Muerte. Fue ejecutado el 14 de febrero de 2004 de un disparo de fusil en la nuca.